# Guillaume Rollin (1685-1761)
Pour les articles homonymes, voir Rollin.
Guillaume Rollin est un ingénieur et architecte français né en 1685, et mort en 1761.

## Biographie
Guillaume Rollin est le fils de Bernard Rollin, maître sculpteur originaire de Dijon. Sa carrière est peu connue.
Il s'est établi à Alès en 1709 où il s'est marié en premières noces, le 19 novembre 1709, avec Marie Sauzet-Claris, fille d'architecte. Son fils aîné, Bernard Rollin (1710-1780) a pris sa succession à Alais. Son fils cadet, Claude, né en 1712, a habité à Uzès où il est qualifié de peintre et d'architecte entre 1740 et 1760.
Il est architecte du diocèse d'Alais (Alès), a obtenu le marché du palais épiscopal d'Alès le 16 septembre 1724 pour 81 000 livres. L'évêque d'Alais Charles de Bannes d'Avéjan a pu y habiter en juin 1728. La réception des travaux a été faite le 8 avril 1741. Il a finalement coûté 130 000 livres. 
En 1725 il a obtenu le marché d'amenée d'eau à Alès mais qui a été cassé en 1727 à cause d'un débit insuffisant de la source captée. Il construit l'hôtel de ville d'Alès entre 1741 et 1752. Son fils aîné est intervenu sur les travaux de l'hôtel de ville d'Alais sur les plans de son père qu'il termine en 1755. En 1753, Guillaume Rollin a fourni des plans pour la nouvelle cathédrale d'Alès, en concurrence de ceux fournis par les ingénieurs Serre et Rocheblave, à la demande de du Vivet de Montclus, évêque d'Alais de 1744 à 1755.
Après la mort de Jean de Clapiès (1670-1740), Guillaume Rollin a proposé un plan d'aménagement des Jardins de la Fontaine à Nîmes. 
Il a modifié le château de Calvières entre 1746 et 1755 ainsi que le château de Sanilhac à partir de 1750.
Architecte des États du Languedoc, il intervient à Uzès, à l'hôtel de ville de Béziers, aux portes de ville et au clocher de l'église de Sommières, à la façade de la collégiale Notre-Dame-des-Pommiers de Beaucaire où il est n'est qu'architecte d'exécution sur les plans de Jean-Baptiste Franque. Il a dirigé les travaux du château de Sauvan à Mane, en 1719, sous les ordres de Jean-Baptiste Franque.